# Kübra Korkut
Kübra Korkut (nacida como Kübra Öçsoy, Sorgun, 20 de enero de 1994) es una deportista turca que compite en tenis de mesa adaptado. Ganó cuatro medallas en los Juegos Paralímpicos de Verano entre los años 2012 y 2024.

## Palmarés internacional
| Juegos Paralímpicos | Juegos Paralímpicos     | Juegos Paralímpicos | Juegos Paralímpicos |
| Año                 | Lugar                   | Medalla             | Prueba              |
| ------------------- | ----------------------- | ------------------- | ------------------- |
| 2012                | Londres (Reino Unido)   | Medalla de plata    | Equipo 6-10         |
| 2016                | Río de Janeiro (Brasil) | Medalla de plata    | Individual 7        |
| 2020                | Tokio (Japón)           | Medalla de bronce   | Individual 7        |
| 2024                | París (Francia)         | Medalla de plata    | Individual WS7      |